# Shinichi Ishizuka
Shinichi Ishizuka (en japonès: 石塚真一, Hepburn: Ishizuka Shin'ichi, nascut el 1971) és un artista de manga japonès. Va debutar l'any 2001 i va començar la seva primera sèrie el 2003 amb Gaku: Minna no Yama, un manga sobre l'escalada de muntanya, publicat a Big Comic Original, revista en la qual va ser serialitzada fins al 2012. També és autor de Blue Giant, un manga sobre jazz, i les seves seqüeles, que s'han serialitzat a Big Comic des del 2013.
Ishizuka va estudiar als Estats Units, on es va iniciar en l'escalada de muntanya i va tenir un major contacte amb el jazz. Després de tornar al Japó i ser acomiadat de la seva feina, va començar a esforçar-se per tal d'esdevenir en un artista de manga, publicant el seu primer one-shot el 2001. Les seves obres Gaku: Minna no Yama i Blue Giant han rebut adaptacions cinematogràfiques i premis, com ara el Manga Taishō, el Shogakukan Manga Award i un gran premi al Japan Media Arts Festival.

## Biografia
Ishizuka va néixer a la prefectura d'Ibaraki el 1971. Després de graduar-se a l'escola secundària, va assistir al campus de Niigata de la Universitat de Southern Illinois, abans de traslladar-se al seu campus principal. Més tard es va traslladar a la Universitat Estatal de San José per estudiar meteorologia. Durant la seva estada als Estats Units, un amic seu li va dir que s'havia decidit a estudiar arqueologia després d'haver llegit Master Keaton (MASTER キートン; Masutā Kīton) de Naoki Urasawa. Ishizuka es va sorprendre amb aquesta resposta i va voler crear un manga amb un impacte similar. Un dels companys d'habitació d'Ishizuka durant aquest temps era aficionat a l'escalada i li va ensenyar l'esport. També va obtenir un major contacte amb la música jazz. Va descriure el jazz i l'escalada de muntanya com «els dos records que vaig portar [des dels Estats Units]».
En tornar al Japó, Ishizuka va treballar en una empresa d'importació dirigida per un conegut seu dels Estats Units. No obstant, l'empresa va fer fallida sis mesos després de la seva incorporació. Un cop acomiadat, va decidir esdevenir artista de manga, començant a dibuixar manga en el seu temps lliure mentre treballava a temps parcial ensenyant anglès. L'any 2001, va presentar el one-shot The First Step al concurs Shogakukan Newcomer Manga Award, guanyant-ne el premi en la categoria general. Seguidament, va començar a dedicar-se a dibuixar manga a temps complet, abandonant la seva feina, tot i que el seu cap en aquell moment li va dir que seria «absolutament impossible» convertir-se en artista de manga. Inicialment va treballar com a ajudant durant sis mesos.
El 20 de setembre de 2003, Ishizuka va començar a serialitzar Gaku: Minna no Yama, un manga sobre l'escalada de muntanya, a la revista Big Comic Original de Shogakukan. Va completar la seva serialització el 5 de juny de 2012. Va guanyar el primer Manga Taishō el 2008 i el 54è Shogakukan Manga Award en la categoria de manga general el 2009. El manga va tenir una adaptació cinematogràfica live-action el 2011. També va guanyar un premi d'excel·lència al Japan Media Arts Festival el 2012.
Ishizuka va començar a serialitzar Blue Giant, un manga sobre jazz, a la revista Big Comic de Shogakukan el 10 de maig de 2013, completant-ne la seva serialització el 25 d'agost de 2016. Va guanyar el 62è Shogakukan Manga Award en la categoria general l'any 2007. Aquest mateix any també va guanyar el gran premi al Japan Media Arts Festival. El manga, a més, fou adaptat a l'anime el 2023. Una segona sèrie, titulada Blue Giant Supreme, es va publicar a Big Comic del 10 de setembre de 2016 al 25 d'abril de 2020. La tercera sèrie, titulada Blue Giant Explorer, es va publicar a Big Comic del 25 de maig de 2020 al 10 de maig de 2023. Una quarta sèrie, titulada Blue Giant Momentum, va començar la serialització a Big Comic el 25 de juliol de 2023.

## Influències
Ishizuka ha afirmat que va aprendre a dibuixar a partir de les obres d'Urasawa i Kenshi Hirokane, abans de desenvolupar el seu propi estil. Ishizuka ha citat especialment Hirokane com a inspiració, descrivint les seves obres com a molt fàcils de llegir. Va citar el manga de Shuichi Shigeno, Bari Bari Densetsu, i el manga de Tetsuya Chiba, Notari Matsutarō, com a inspiració per dibuixar el moviment i les multituds, respectivament. Ishizuka també va declarar que va ser influenciat pel manga Tsuribaka Nisshi de Jūzō Yamasaki i Kenichi Kitami.

## Obres

### Sèries
| Títol                                                          | Any          | Revista                               | Notes                   | Ref.          |
| -------------------------------------------------------------- | ------------ | ------------------------------------- | ----------------------- | ------------- |
| Gaku: Minna no Yama                                            | 2003–2012    | BIg Comic Original                    |                         | [ 6 ]         |
| Sonde Yoshi! (そんでよし!)                                     | 2009         | Edició especial de Big Comic Original | Basat en un one-shot    | [ 19 ]        |
| Blue Giant                                                     | 2013–2016    | Big Comic                             |                         | [ 10 ] [ 11 ] |
| Hokurō: Last Hunter (北狼 ラストハンター, Hokurō Rasuto Hantā) | 2013-present | Big Comic Spirits                     | Serialització irregular | [ 21 ]        |
| Blue Giant Supreme                                             | 2016-2020    | Big Comic                             |                         | [ 11 ] [ 15 ] |
| Blue Giant Explorer                                            | 2020-2023    | Big Comic                             |                         | [ 16 ] [ 17 ] |
| Blue Giant Momentum                                            | 2023-present | Big Comic                             |                         | [ 17 ]        |

### Obres curtes
| Títol          | Any  | Revista                            | Notes                         | Ref.   |
| -------------- | ---- | ---------------------------------- | ----------------------------- | ------ |
| The First Step | 2002 | Big Comic Original Edició Especial | one-shot                      | [ 3 ]  |
| Tokyo Check In | 2005 | Big Comic Original                 | Sèrie curta                   | [ 22 ] |
| 50 Years Later | 2024 | Big Comic Original                 | one-shot; escrit per Number 8 | [ 23 ] |

### Altres
- Seiko Jazz (2017) – il·lustració de la portada de l'àlbum per a Seiko Matsuda.[24]